# Генрих I де Водемон
Генрих I (Henri Ier de Vaudémont) (р. ок. 1232, ум. 1278) — граф Водемона с 1244 и Ариано с 1271.
Сын Гуго III де Водемона и Маргариты де Бар.
Наследовал отцу в 1244 г. Первое время находился под опекой отчима — Генриха де Буа. В июле 1247 г. объявлен совершеннолетним.
Вместе со своим сюзереном графом Бара Тибо II поддерживал Ги де Дампьера в борьбе за наследство Эно и Фландрии, но в битве при Вест-Капель 4 июля 1253 г. они потерпели поражение от Флориса V Голландского и Жана д’Авена.
В 1260 году разгорелась борьба за престол епископа Льежа между Тибо Барским и Ферри III Лотарингским, каждый из которых выдвинул своего кандидата.
В ходе начавшихся военных действий Ферри III вторгся в Водемон, но Генрих I разбил его войско при Вазонкуре (Vaxoncourt).
В других войнах, в которых участвовал, он также показал себя талантливым полководцем.
В 1265 году сопровождал Карла Анжуйского в его Сицилийском походе. В 1270 г. вернулся в Сицилию, где получил графство Ариано (16.02.1271) и должность генерального викария Тосканы (13.03.1271). С дипломатическими поручениями ездил в Грецию — в княжество Ахайя и Афинское герцогство.
Около 1251 года женился на Маргарите де ла Рош, дочери афинского герцога Ги де ла Роша. Дети:
- Рено (ум. 1279), граф Водемона и Ариано;
- Генрих II (ум. 1299), граф Водемона и Ариано;
- Жак (ум. 1299), сеньор де Бленвиль и де Беттинген;
- Ги (ум. 1299), канонник в Туле;
- Катерина, жена Шарля де Лагонесса, маршала Сицилии;
- Аликс, жена Луи де Рериис;
- Маргарита, с 1271 жена Томмазо де Сен-Северино, графа Марсико.

Умер в Италии между 1 мая и 10 июля 1278.